# Hawker Typhoon
De Hawker Typhoon was een jachtbommenwerper in dienst bij de RAF tijdens de Tweede Wereldoorlog. Het was de opvolger van de Hawker Hurricane en werd in 1937 ontworpen door Sydney Camm die in 1934 ook de Hurricane had ontworpen.
In 1937 gaf het Britse Luchtvaartministerie Hawker Siddeley de opdracht twee jachtvliegtuigen te ontwerpen, een uitgerust met de Rolls-Royce Vulture-motor en een tweede met de Napier Sabre-vliegtuigmotor. Door problemen met de Vulture-motor werd dit project beëindigd, maar op 24 februari 1940 maakte het toestel met de Sabre-motor de eerste vlucht. Zowel tijdens de test- als de operationele fase waren de problemen zo groot dat het Luchtvaartministerie overwoog het toestel uit dienst te halen. Hawker Siddeley ontdekte het probleem: metaalmoeheid in een las van het achterste deel van de romp.
De productieversie leek veel op de Hurricane en op 26 mei 1941 vloog de eerste Typhoon. De Typhoon IA kwam in dienst bij de RAF in september 1941 en vanaf de zomer het jaar erop werd het toestel daadwerkelijk ingezet. Het was geen probleemloos vliegtuig. Op grote hoogte vielen de prestaties tegen, de klimsnelheid was onvoldoende, en er waren veel problemen met de motor. Zijn sterkte was de hoge snelheid die het op lage hoogte kon bereiken (602 km/h op 1600 m hoogte) en het toestel werd dan ook met succes ingezet tegen de Focke-Wulf Fw 190 toen de Duitsers in 1941 Britse kustinstallaties aanvielen.
Het was het eerste geallieerde toestel dat met raketten werd uitgerust (1943). Het speelde een belangrijke rol bij de voorbereiding en uitvoering van de landing in Normandië en vernielde in die periode tot 150 locomotieven per maand. Het toestel werd in de tweede helft van 1944 vervangen door de Hawker Tempest. In totaal zijn er zo'n 3300 exemplaren van gemaakt en tegen eind 1945 was er geen Typhoon meer in actieve dienst.

## Galerij

Hawker Typhoon
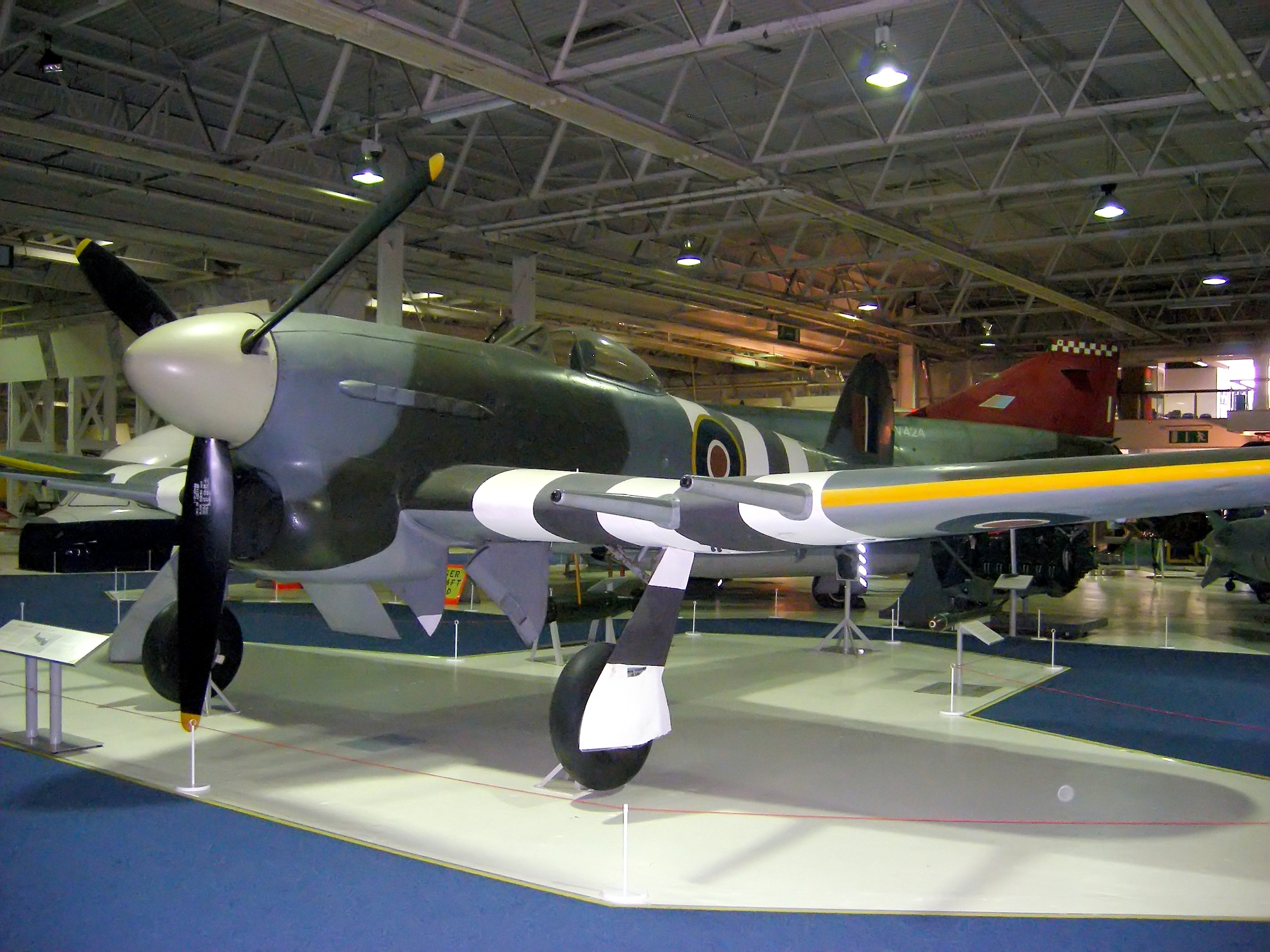
Een Hawker Typhoon
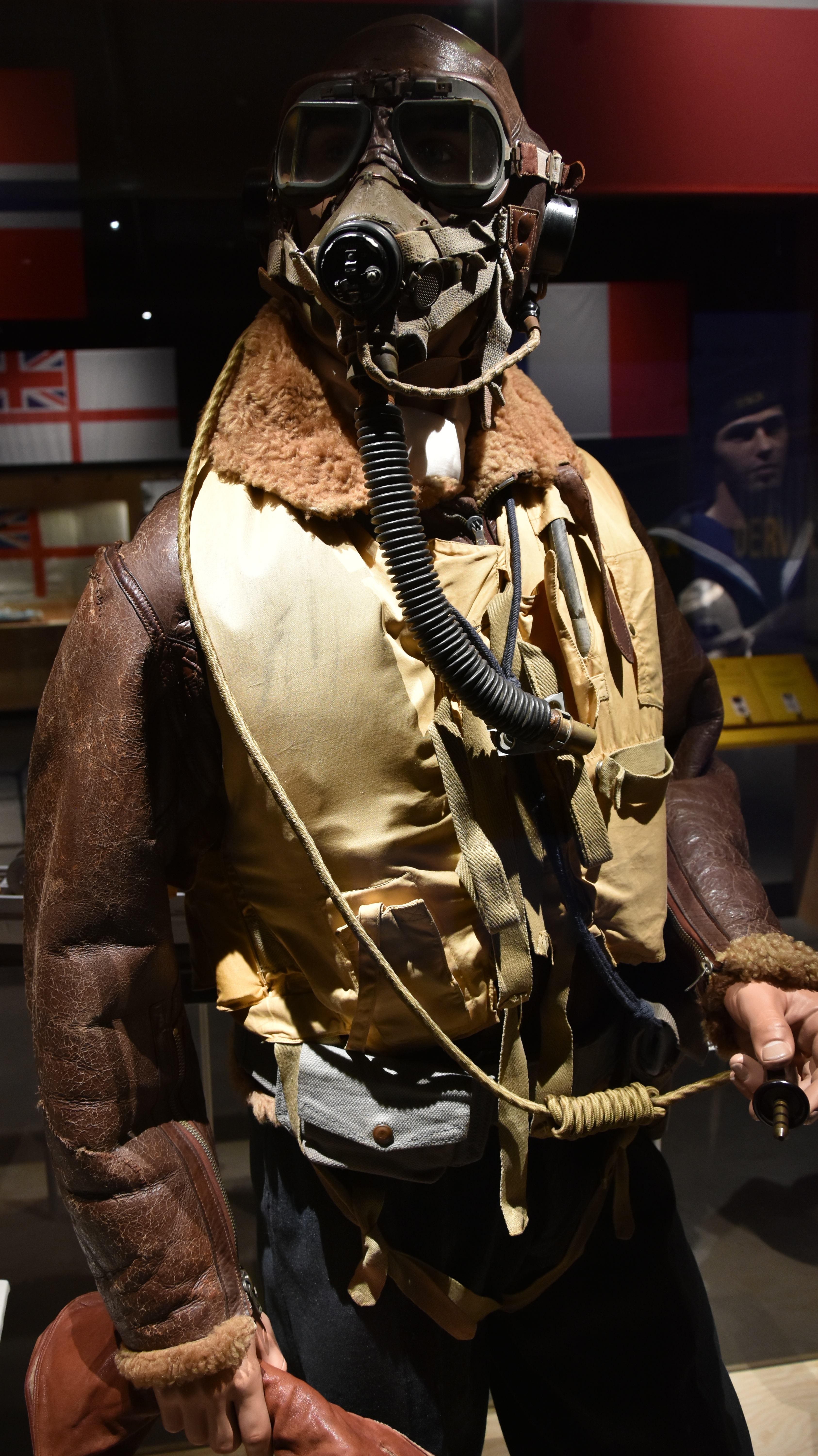
Uitrusting van een piloot van een Hawker Typhoon zoals gedragen door Paul Cooreman - Seafront